# السجائر العشبية

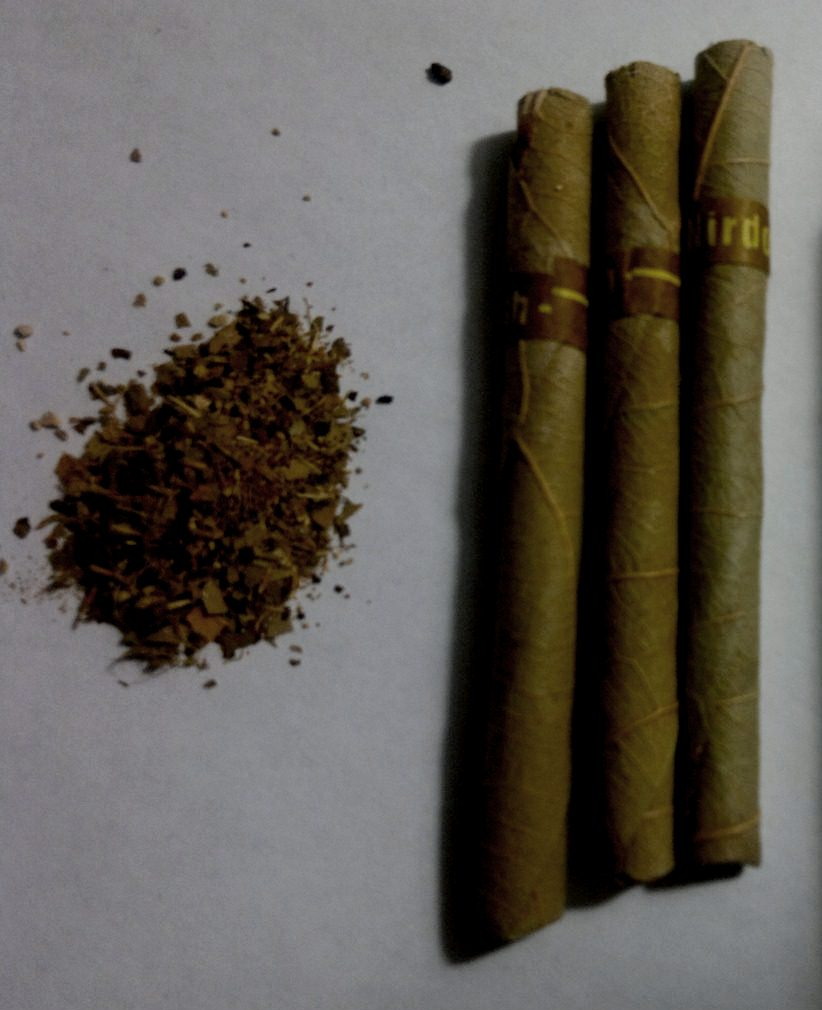
عشبة النيردوش، سجائر الدومبان العشبية

السجائر العشبية (تُدعى أيضًا السجائر الخالية من التبغ أو السجائر الخالية من النيكوتين) هي سجائر لا تحتوي على أي تبغ أو نيكوتين، بالمقابل تتكون من خليط من الأعشاب المتنوعة مع أو بالإضافة إلى مواد نباتية.
ومع هذا، تحتوي السجائر العشبية الصينية على التبغ والنيكوتين مع أعشاب مضافة، على عكس السجائر العشبية الأوربية والأمريكية الشمالية التي تم حذف التبغ منها. ومثل التبغ العشبي الذي لا يتم تدخينه، غالبًا ما يتم استخدامها كبديل لمنتجات التبغ القياسية (السجائر بالدرجة الأولى). وغالبًا ما يتم الإعلان عن السجائر العشبية كمساعد للإقلاع عن التدخين. ويتم استخدامها أيضًا في تمثيل المشاهد من قبل المؤدين غير المدخنين، أو حيث الأماكن التي تحظر فيها تشريعات مكافحة التدخين استخدام التبغ في الأماكن العامة.ويمكن للسجائر العشبية أن تحمل مواد مسرطنة.

## التركيب

### الورقة والمرشح (الفلتر)
يتم تصنيع السجائر العشبية غالبًا باستخدام أوراق اللف المعتادة ومرشحات السجائر (الفلاتر)، حيث يتم تجميعهم معًا.

### المزيج العشبي
يتم استخدام معدل واسع من المنتجات التي يمكن استهلاكها للتعبئة بدلًا من التبغ. يُستخدَم حرير الذرة وعدد من الأعشاب المنكهة مثل النعناع، والقرفة، وعشبة الليمون من قِبَل عدد واسع من منتجي السجائر العشبية. وضم المصنعون الآخرون النباتات اللاعشبية مثل بتلات الورد أو أوراق البرسيم. ويستخدم البعض تفل قصب السكر عديم النكهة ويجعلون السيجارة العشبية تعتمد على النكهة؛ وهذا شائع تحديدًا في الشيشة. يتم صُنع البعض بأوراق الخس المجففة أو أوراق الملفوف المقطعة.

### المواد الكيميائية السامة
- القطران: تم العثور على مستوى القطران عند 5.5 ملجم/ سيجارة، وهو أعلى مما تشير إليه العبوة.[3] وفي كوريا الجنوبية، وجدت دراسة أن مستويات القطران كانت أعلى من مدى التحمل الذي وضعه قانون أعمال التبغ في كوريا الجنوبية. وقد وُجِد أن السجائر العشبية الصينية تحتوي على ذات كمية القطران التي تحتويها السجائر العادية.[2]
- أول أكسيد الكربون (CO): في دراسة كورية جنوبية تم اكتشاف أول أكسيد الكربون عند 12.30 ± 0.30 ملجم/ سيجارة.[3] يمكن أن تنتج السجائر العشبية ذات الأصل النباتي أول أكسيد الكربون بكمية مماثلة للسجائر العادية.[1]
- الأمينات العطرية (Aromatic amines): 4-أمينوبيفينيل ( 4-aminobiphenyl)، كانت المادة المسرطنة من المجموعة 1 أعلى بشكل طفيف في السجائر العشبية مقارنة بالسجائر العادية، وكان 1-أمينونافثالين (1-aminonaphthalene) و2-أمينونافثالين (2-aminonaphthalene)و3-أمينوبفينيل (3-aminobiphenyl) أقل في السجائر العشبية مقارنة بالسجائر العادية.[3]
- مكثفات الدخان: الجانب المطفر لمكثفات دخان السجائر العشبية يشبه السجائر العادية.[3]

## التأثيرات الصحية
يظهر بحث أن السجائر العشبية مقارنة بالسجائر العادية يمكن أن تكون ضارة بنفس القدر من حيث المواد المسرطنة التي تحتوي عليها. يصرح الدكتور جون مور جيلان، رئيس مؤسسة الرئة البريطانية، أنه يمكن التخلص من الصفات الإدمانية للسجائر العشبية، ولكن تظل هناك عناصر ضارة أخرى. ووجدت دراسة على السجائر العشبية الصينية أنها تحتوي على نفس القدر من المواد المسرطنة مثل السجائر العادية. هناك مكونات سامة في دخان السجائر العشبية مماثل لدخان السجائر العادية. يمكن أن يسبب الأمينوبيفينيل (Aminobiphenyl) سرطان المثانة. يمكن أن يكون أول أكسيد الكربون قاتلاً عند "تركيز منخفض يبلغ حوالي 667 ميكروغرام/مل". ويمكن أن يتسبب بمرض الشريان التاجي كذلك. وتشمل الأعراض قصيرة المدى لأول أكسيد الكربون: الصداع، والدوار، والتهيج، وصعوبة التنفس.

## السجائر العشبية في بلدان متعددة

### الصين
يروج قطاع التبغ الصيني السجائر العشبية على أنها تمتلك فوائد صحية. ومع ذلك، تظهر الدراسات العلمية أنه لا فرق في صحة الناس بين العلامات التجارية للسجائر العشبية الصينية والعلامات التجارية للسجائر العادية. وإن العلامات التجارية للسجائر الصينية تسبب الإدمان بنفس القدر مثل السجائر العادية، رغم أنه يتم تسويقها على أنها صحية أكثر. يتم بيع السجائر العشبية الصينية في الفلبين، وسنغافورة، وإندونيسيا، وماليزيا، وكمبوديا، وميانمار، وكندا، وتايوان. وأظهر الأشخاص الذين تمت ملاحظتهم في دراسة أنهم يدخنون السجائر العشبية أكثر من السجائر العادية. بدأت السجائر العشبية في سبعينيات القرن الماضي وأصبحت شائعة في التسعينيات. باعت أكبر علاماتان تجاريتان للأعشاب في الصين جينشنغ (Jinsheng)وويشين (Wuyeshen)، 1%، أو 20 مليار سيجارة من إجمالي السجائر المباعة في الصين في عام 2008.

### كوريا الجنوبية
ارتفعت أسعار السجائر العادية في كوريا الجنوبية مما جعل السجائر العشبية بديًلا شائعًا أكثر للتدخين. وتظهر الأدلة أن الكوريين الجنوبيين يختارون استخدام السجائر العشبية كويسلة مساعدة للإقلاع عن التدخين. وازدادت مبيعات السجائر العشبية بنسبة 118% في عام 2014.

### الولايات المتحدة
بحثت دراسة في إدراك المدخنين لمنتجات السجائر التي يُعتقد أنها "أقل ضررًا" من السجائر العادية. ووجدت أن 3.3% من المستجيبين يمكنهم تسمية علامة تجارية للسجائر العشبية، والتي كانت أعلى من 2.4٪ الذين يمكنهم تسمية علامة تجارية للعلاج ببدائل النيكوتين.

## التاريخ
نشأت من المملكة المتحدة عام 1947، ويُفتَرَض أن أقدم العلامات التجارية للسجائر العشبية هما هونيروز (Honeyrose) وبلاك سوان (Black Swan). ويتم بيعهم حاليًا في جميع أنحاء العالم.